# Vulpia persica
Vulpia persica là một loài thực vật có hoa trong họ Hòa thảo. Loài này được (Boiss. & Buhse) Krecz. & Bobrov miêu tả khoa học đầu tiên năm 1934.